# Élections cantonales de 2004 en Tarn-et-Garonne
Les élections cantonales ont eu lieu les 21 et 28 mars 2004.
Lors de ces élections, 14 des 30 cantons de Tarn-et-Garonne ont été renouvelés. Elles ont vu la reconduction de la majorité PRG dirigée par Jean-Michel Baylet, président du conseil général depuis 1985.

## Résultats à l’échelle du département
Répartition départementale des résultats (2e tour).
- PS (20,03 %)
- PRG (31,07 %)
- DVG (8,26 %)
- Divers (4,79 %)
- UMP (27,4 %)
- UDF (2,51 %)
- DVD (4,69 %)
- FN (1,24 %)

| Étiquette      | Étiquette                          | Premier tour | Premier tour | Second tour | Second tour | Sièges |
| Étiquette      | Étiquette                          | Voix         | %            | Voix        | %           | Sièges |
| -------------- | ---------------------------------- | ------------ | ------------ | ----------- | ----------- | ------ |
|                | Parti radical de gauche            | 12 406       | 24,88        | 14 997      | 31,07       | 6      |
|                | Parti socialiste                   | 6 489        | 13,01        | 9 670       | 20,03       | 3      |
|                | Divers gauche                      | 3 585        | 7,19         | 3 989       | 8,26        | 1      |
|                | Parti communiste français          | 2 431        | 4,88         |             |             |        |
|                | Les Verts                          | 1 907        | 3,82         |             |             |        |
|                | Extrême gauche                     | 68           | 0,14         |             |             |        |
| Gauche         | Gauche                             | 26 886       | 53,92        | 28 656      | 59,36       | 10     |
|                |                                    |              |              |             |             |        |
|                | Union pour un mouvement populaire  | 11 090       | 22,24        | 13 226      | 27,40       | 2      |
|                | Front national                     | 5 545        | 11,12        | 600         | 1,24        | 0      |
|                | Divers droite                      | 2 997        | 6,01         | 2 263       | 4,69        | 0      |
|                | Union pour la démocratie française | 1 819        | 3,65         | 1 213       | 2,51        | 1      |
|                | Extrême droite                     | 153          | 0,31         |             |             |        |
| Droite         | Droite                             | 21 604       | 43,33        | 17 302      | 35,84       | 3      |
|                |                                    |              |              |             |             |        |
|                | Divers                             | 1 375        | 2,76         | 2 311       | 4,79        | 1      |
|                |                                    |              |              |             |             |        |
| Inscrits       | Inscrits                           | 73 078       | 100,00       | 70 496      | 100,00      |        |
| Abstention     | Abstention                         | 20 870       | 28,56        | 18 395      | 26,09       |        |
| Votants        | Votants                            | 52 208       | 71,44        | 52 101      | 73,91       |        |
| Blancs et nuls | Blancs et nuls                     | 2 343        | 4,49         | 3 832       | 7,35        |        |
| Exprimés       | Exprimés                           | 49 865       | 95,51        | 48 269      | 92,65       |        |

## Résultats par canton

### Canton de Beaumont-de-Lomagne
| Candidats      | Candidats         | Étiquette      | Premier tour | Premier tour | Second tour | Second tour |
| Candidats      | Candidats         | Étiquette      | Voix         | %            | Voix        | %           |
| -------------- | ----------------- | -------------- | ------------ | ------------ | ----------- | ----------- |
|                | Ode Guirbal       | DVG            | 771          | 22,95        | 1 788       | 51,96       |
|                | Jean-Louis Dupont | DVD            | 703          | 20,92        | 1 653       | 48,04       |
|                | Jean-Luc Deprince | PRG            | 658          | 19,58        | Retrait     | Retrait     |
|                | Marius Tepasso    | UMP            | 569          | 16,93        | Retrait     | Retrait     |
|                | André Guyot       | FN             | 276          | 8,21         |             |             |
|                | Alain Villemur    | DVD            | 248          | 7,38         |             |             |
|                | Ludovic Guillauma | EXG            | 68           | 2,02         |             |             |
|                | Jacques Labit     | DVG            | 67           | 1,99         |             |             |
|                |                   |                |              |              |             |             |
| Inscrits       | Inscrits          | Inscrits       | 4 829        | 100,00       | 4 825       | 100,00      |
| Abstention     | Abstention        | Abstention     | 1 259        | 26,07        | 1 126       | 23,34       |
| Votants        | Votants           | Votants        | 3 570        | 73,93        | 3 699       | 76,66       |
| Blancs et nuls | Blancs et nuls    | Blancs et nuls | 210          | 5,88         | 258         | 6,97        |
| Exprimés       | Exprimés          | Exprimés       | 3 360        | 94,12        | 3 441       | 93,03       |

### Canton de Castelsarrasin-1
| Candidats      | Candidats         | Étiquette      | Premier tour | Premier tour | Second tour | Second tour |
| Candidats      | Candidats         | Étiquette      | Voix         | %            | Voix        | %           |
| -------------- | ----------------- | -------------- | ------------ | ------------ | ----------- | ----------- |
|                | Robert Benech*    | PRG            | 1 401        | 49,63        | 1 887       | 68,39       |
|                | Pierre Monte      | SE             | 449          | 15,91        | 872         | 31,61       |
|                | Jean-Louis Barat  | UMP            | 437          | 15,48        |             |             |
|                | Yvonne Klang      | FN             | 330          | 11,69        |             |             |
|                | Michel Bonnet     | PCF            | 190          | 6,73         |             |             |
|                | Jacques Prissette | EXD            | 16           | 0,57         |             |             |
|                |                   |                |              |              |             |             |
| Inscrits       | Inscrits          | Inscrits       | 4 628        | 100,00       | 4 628       | 100,00      |
| Abstention     | Abstention        | Abstention     | 1 674        | 36,17        | 1 628       | 35,18       |
| Votants        | Votants           | Votants        | 2 954        | 63,83        | 3 000       | 64,82       |
| Blancs et nuls | Blancs et nuls    | Blancs et nuls | 131          | 4,43         | 241         | 8,03        |
| Exprimés       | Exprimés          | Exprimés       | 2 823        | 95,57        | 2 759       | 91,97       |

*sortant

### Canton de Caussade
| Candidats      | Candidats            | Étiquette      | Premier tour | Premier tour | Second tour | Second tour |
| Candidats      | Candidats            | Étiquette      | Voix         | %            | Voix        | %           |
| -------------- | -------------------- | -------------- | ------------ | ------------ | ----------- | ----------- |
|                | François Bonhomme*   | UMP            | 2 701        | 38,59        | 4 113       | 57,09       |
|                | Yvon Collin          | PRG            | 1 710        | 24,43        | 3 092       | 42,91       |
|                | Roger Marre          | PS             | 958          | 13,69        |             |             |
|                | André Simesuc        | FN             | 740          | 10,57        |             |             |
|                | Attilio Guagliardo   | UDF            | 316          | 4,51         |             |             |
|                | Yannick Moreau       | PCF            | 307          | 4,39         |             |             |
|                | Dominique Parcellier | Verts          | 267          | 3,81         |             |             |
|                |                      |                |              |              |             |             |
| Inscrits       | Inscrits             | Inscrits       | 10 134       | 100,00       | 10 133      | 100,00      |
| Abstention     | Abstention           | Abstention     | 2 863        | 28,25        | 2 466       | 24,34       |
| Votants        | Votants              | Votants        | 7 271        | 71,75        | 7 667       | 75,66       |
| Blancs et nuls | Blancs et nuls       | Blancs et nuls | 272          | 3,74         | 462         | 6,03        |
| Exprimés       | Exprimés             | Exprimés       | 6 999        | 96,26        | 7 205       | 93,97       |

*sortant

### Canton de Grisolles
| Candidats      | Candidats           | Étiquette      | Premier tour | Premier tour | Second tour | Second tour |
| Candidats      | Candidats           | Étiquette      | Voix         | %            | Voix        | %           |
| -------------- | ------------------- | -------------- | ------------ | ------------ | ----------- | ----------- |
|                | Jean-Marc Pariente  | PS             | 1 667        | 26,54        | 2 974       | 51,95       |
|                | Marie-Claude Nègre  | PRG            | 1 275        | 20,30        | 2 751       | 48,05       |
|                | Jean-Marc Seguela   | DVD            | 903          | 14,38        |             |             |
|                | Francis Azem        | FN             | 776          | 12,36        |             |             |
|                | Jean-Pierre Lacourt | DVG            | 741          | 11,80        |             |             |
|                | Gérard Gasquet      | UMP            | 498          | 7,93         |             |             |
|                | David Pellicer      | PCF            | 355          | 5,65         |             |             |
|                | Maurice Bel         | EXD            | 65           | 1,04         |             |             |
|                |                     |                |              |              |             |             |
| Inscrits       | Inscrits            | Inscrits       | 9 346        | 100,00       | 9 344       | 100,00      |
| Abstention     | Abstention          | Abstention     | 2 693        | 28,81        | 2 662       | 28,49       |
| Votants        | Votants             | Votants        | 6 653        | 71,19        | 6 682       | 71,51       |
| Blancs et nuls | Blancs et nuls      | Blancs et nuls | 373          | 5,61         | 957         | 14,32       |
| Exprimés       | Exprimés            | Exprimés       | 6 280        | 94,39        | 5 725       | 85,68       |

### Canton de Lafrançaise
| Candidats      | Candidats           | Étiquette      | Premier tour | Premier tour | Second tour | Second tour |
| Candidats      | Candidats           | Étiquette      | Voix         | %            | Voix        | %           |
| -------------- | ------------------- | -------------- | ------------ | ------------ | ----------- | ----------- |
|                | Jacques Roset*      | UDF            | 957          | 35,66        | 1 213       | 43,95       |
|                | Michel Carlin       | UMP            | 737          | 27,46        | 865         | 31,34       |
|                | Jean-Claude Turpin  | PS             | 415          | 15,46        | 682         | 24,71       |
|                | Jean-Jacques Mignot | Verts          | 261          | 9,72         |             |             |
|                | Nicole Chabot       | FN             | 219          | 8,16         |             |             |
|                | Yvon Lebret         | PCF            | 95           | 3,54         |             |             |
|                |                     |                |              |              |             |             |
| Inscrits       | Inscrits            | Inscrits       | 3 619        | 100,00       | 3 615       | 100,00      |
| Abstention     | Abstention          | Abstention     | 841          | 23,24        | 761         | 21,05       |
| Votants        | Votants             | Votants        | 2 778        | 76,76        | 2 854       | 78,95       |
| Blancs et nuls | Blancs et nuls      | Blancs et nuls | 94           | 3,38         | 94          | 3,29        |
| Exprimés       | Exprimés            | Exprimés       | 2 684        | 96,62        | 2 760       | 96,71       |

*sortant

### Canton de Lauzerte
| Candidats      | Candidats       | Étiquette      | Premier tour | Premier tour | Second tour | Second tour |
| Candidats      | Candidats       | Étiquette      | Voix         | %            | Voix        | %           |
| -------------- | --------------- | -------------- | ------------ | ------------ | ----------- | ----------- |
|                | Hervé Andrieu*  | SE             | 926          | 34,12        | 1 439       | 51,86       |
|                | Bernard Rey     | DVG            | 613          | 22,59        | 1 336       | 48,14       |
|                | Roland Gervais  | UMP            | 416          | 15,33        | Retrait     | Retrait     |
|                | Alain Chauve    | PRG            | 292          | 10,76        |             |             |
|                | Yvon Puthod     | FN             | 214          | 7,89         |             |             |
|                | Dominique Denis | Verts          | 169          | 6,23         |             |             |
|                | Benoît Gramond  | DVG            | 84           | 3,10         |             |             |
|                |                 |                |              |              |             |             |
| Inscrits       | Inscrits        | Inscrits       | 3 643        | 100,00       | 3 643       | 100,00      |
| Abstention     | Abstention      | Abstention     | 850          | 23,33        | 719         | 19,74       |
| Votants        | Votants         | Votants        | 2 793        | 76,67        | 2 924       | 80,26       |
| Blancs et nuls | Blancs et nuls  | Blancs et nuls | 79           | 2,83         | 149         | 5,10        |
| Exprimés       | Exprimés        | Exprimés       | 2 714        | 97,17        | 2 775       | 94,90       |

*sortant

### Canton de Moissac-2
| Candidats      | Candidats              | Étiquette      | Premier tour | Premier tour | Second tour | Second tour |
| Candidats      | Candidats              | Étiquette      | Voix         | %            | Voix        | %           |
| -------------- | ---------------------- | -------------- | ------------ | ------------ | ----------- | ----------- |
|                | Guy-Michel Empociello* | PRG            | 1 179        | 32,10        | 1 808       | 47,34       |
|                | Gilles Benech          | UMP            | 939          | 25,56        | 1 411       | 36,95       |
|                | Claude Michel          | FN             | 588          | 16,01        | 600         | 15,71       |
|                | Alain Manchado         | PCF            | 403          | 10,97        |             |             |
|                | Guy Tauriac            | DVD            | 325          | 8,85         |             |             |
|                | Michel Cassignol       | UDF            | 202          | 5,50         |             |             |
|                | Évelyne Dutertre       | EXD            | 37           | 1,01         |             |             |
|                |                        |                |              |              |             |             |
| Inscrits       | Inscrits               | Inscrits       | 5 617        | 100,00       | 5 614       | 100,00      |
| Abstention     | Abstention             | Abstention     | 1 735        | 30,89        | 1 623       | 28,91       |
| Votants        | Votants                | Votants        | 3 882        | 69,11        | 3 991       | 71,09       |
| Blancs et nuls | Blancs et nuls         | Blancs et nuls | 209          | 5,38         | 172         | 4,31        |
| Exprimés       | Exprimés               | Exprimés       | 3 673        | 94,62        | 3 819       | 95,69       |

*sortant

### Canton de Monclar-de-Quercy
| Candidats      | Candidats         | Étiquette      | Premier tour | Premier tour | Second tour | Second tour |
| Candidats      | Candidats         | Étiquette      | Voix         | %            | Voix        | %           |
| -------------- | ----------------- | -------------- | ------------ | ------------ | ----------- | ----------- |
|                | Jean-Paul Albert* | UMP            | 758          | 40,64        | 1 079       | 55,50       |
|                | Bernard Pezous    | DVG            | 464          | 24,88        | 865         | 44,50       |
|                | Michel Montet     | DVG            | 370          | 19,84        | Retrait     | Retrait     |
|                | Georges Balech    | FN             | 149          | 7,99         |             |             |
|                | Marcel Tanguy     | PCF            | 124          | 6,65         |             |             |
|                |                   |                |              |              |             |             |
| Inscrits       | Inscrits          | Inscrits       | 2 542        | 100,00       | 2 542       | 100,00      |
| Abstention     | Abstention        | Abstention     | 614          | 24,15        | 511         | 20,10       |
| Votants        | Votants           | Votants        | 1 928        | 75,85        | 2 031       | 79,90       |
| Blancs et nuls | Blancs et nuls    | Blancs et nuls | 63           | 3,27         | 87          | 4,28        |
| Exprimés       | Exprimés          | Exprimés       | 1 865        | 96,73        | 1 944       | 95,72       |

*sortant

### Canton de Montaigu-de-Quercy
| Candidats      | Candidats        | Étiquette      | Premier tour | Premier tour | Second tour | Second tour |
| Candidats      | Candidats        | Étiquette      | Voix         | %            | Voix        | %           |
| -------------- | ---------------- | -------------- | ------------ | ------------ | ----------- | ----------- |
|                | Étienne Brunet*  | PRG            | 646          | 42,61        | 883         | 59,14       |
|                | François Comte   | DVD            | 439          | 28,96        | 610         | 40,86       |
|                | Jean Mazet       | DVG            | 200          | 13,19        |             |             |
|                | Daniel Daumieres | PCF            | 134          | 8,84         |             |             |
|                | René Vallee      | FN             | 97           | 6,40         |             |             |
|                |                  |                |              |              |             |             |
| Inscrits       | Inscrits         | Inscrits       | 1 922        | 100,00       | 1 922       | 100,00      |
| Abstention     | Abstention       | Abstention     | 365          | 18,99        | 338         | 17,59       |
| Votants        | Votants          | Votants        | 1 557        | 81,01        | 1 584       | 82,41       |
| Blancs et nuls | Blancs et nuls   | Blancs et nuls | 41           | 2,63         | 91          | 5,74        |
| Exprimés       | Exprimés         | Exprimés       | 1 516        | 97,37        | 1 493       | 94,26       |

*sortant

### Canton de Montauban-1
| Candidats      | Candidats               | Étiquette      | Premier tour | Premier tour | Second tour | Second tour |
| Candidats      | Candidats               | Étiquette      | Voix         | %            | Voix        | %           |
| -------------- | ----------------------- | -------------- | ------------ | ------------ | ----------- | ----------- |
|                | Roland Garrigues        | PS             | 1 318        | 30,72        | 2 472       | 56,32       |
|                | Alain Gabach*           | UMP            | 1 298        | 30,25        | 1 917       | 43,68       |
|                | Thierry Deville         | PRG            | 634          | 14,78        |             |             |
|                | Pierre Verdier          | FN             | 562          | 13,10        |             |             |
|                | Marie-José Veyres       | PCF            | 390          | 9,09         |             |             |
|                | Marie-Christine Delbosc | DVG            | 89           | 2,07         |             |             |
|                |                         |                |              |              |             |             |
| Inscrits       | Inscrits                | Inscrits       | 6 307        | 100,00       | 6 306       | 100,00      |
| Abstention     | Abstention              | Abstention     | 1 781        | 28,24        | 1 545       | 24,50       |
| Votants        | Votants                 | Votants        | 4 526        | 71,76        | 4 761       | 75,50       |
| Blancs et nuls | Blancs et nuls          | Blancs et nuls | 235          | 5,19         | 372         | 7,81        |
| Exprimés       | Exprimés                | Exprimés       | 4 291        | 94,81        | 4 389       | 92,19       |

*sortant

### Canton de Montauban-6
| Candidats      | Candidats           | Étiquette      | Premier tour | Premier tour | Second tour | Second tour |
| Candidats      | Candidats           | Étiquette      | Voix         | %            | Voix        | %           |
| -------------- | ------------------- | -------------- | ------------ | ------------ | ----------- | ----------- |
|                | Claude Mouchard     | PS             | 1 219        | 30,11        | 2 183       | 52,96       |
|                | Adrien de Santi*    | UMP            | 1 024        | 25,30        | 1 939       | 47,04       |
|                | Marie-Thérèse Berge | FN             | 514          | 12,70        |             |             |
|                | Annie Bonnefont     | Verts          | 483          | 11,93        |             |             |
|                | Philippe Guenancia  | UDF            | 344          | 8,50         |             |             |
|                | Jacqueline Berrier  | PRG            | 324          | 8,00         |             |             |
|                | Nicolas Guiraudet   | DVG            | 105          | 2,59         |             |             |
|                | Francis Dazols      | EXD            | 35           | 0,86         |             |             |
|                |                     |                |              |              |             |             |
| Inscrits       | Inscrits            | Inscrits       | 6 680        | 100,00       | 6 679       | 100,00      |
| Abstention     | Abstention          | Abstention     | 2 451        | 36,69        | 2 202       | 32,97       |
| Votants        | Votants             | Votants        | 4 229        | 63,31        | 4 477       | 67,03       |
| Blancs et nuls | Blancs et nuls      | Blancs et nuls | 181          | 4,28         | 355         | 7,93        |
| Exprimés       | Exprimés            | Exprimés       | 4 048        | 95,72        | 4 122       | 92,07       |

*sortant

### Canton de Montpezat-de-Quercy
| Candidats      | Candidats          | Étiquette      | Premier tour | Premier tour |
| Candidats      | Candidats          | Étiquette      | Voix         | %            |
| -------------- | ------------------ | -------------- | ------------ | ------------ |
|                | Raymond Massip*    | PRG            | 943          | 54,60        |
|                | Gérard Francal     | UMP            | 307          | 17,78        |
|                | Marie-Claude Dulac | FN             | 233          | 13,49        |
|                | Francis Debarre    | Verts          | 163          | 9,44         |
|                | Lionel Foucaud     | DVG            | 81           | 4,69         |
|                |                    |                |              |              |
| Inscrits       | Inscrits           | Inscrits       | 2 566        | 100,00       |
| Abstention     | Abstention         | Abstention     | 723          | 28,18        |
| Votants        | Votants            | Votants        | 1 843        | 71,82        |
| Blancs et nuls | Blancs et nuls     | Blancs et nuls | 116          | 6,29         |
| Exprimés       | Exprimés           | Exprimés       | 1 727        | 93,71        |

*sortant

### Canton de Saint-Antonin-Noble-Val
| Candidats      | Candidats         | Étiquette      | Premier tour | Premier tour | Second tour | Second tour |
| Candidats      | Candidats         | Étiquette      | Voix         | %            | Voix        | %           |
| -------------- | ----------------- | -------------- | ------------ | ------------ | ----------- | ----------- |
|                | Jean-Paul Raynal* | PRG            | 943          | 32,65        | 1 593       | 53,96       |
|                | André Massat      | PS             | 912          | 31,58        | 1 359       | 46,04       |
|                | Hélène Fasan      | DVD            | 379          | 13,12        |             |             |
|                | Pierre Ravailhe   | Verts          | 280          | 9,70         |             |             |
|                | Marcel Penard     | PCF            | 197          | 6,82         |             |             |
|                | Éliane Hinsinger  | FN             | 177          | 6,13         |             |             |
|                |                   |                |              |              |             |             |
| Inscrits       | Inscrits          | Inscrits       | 4 067        | 100,00       | 4 067       | 100,00      |
| Abstention     | Abstention        | Abstention     | 1 082        | 26,60        | 888         | 21,83       |
| Votants        | Votants           | Votants        | 2 985        | 73,40        | 3 179       | 78,17       |
| Blancs et nuls | Blancs et nuls    | Blancs et nuls | 97           | 3,25         | 227         | 7,14        |
| Exprimés       | Exprimés          | Exprimés       | 2 888        | 96,75        | 2 952       | 92,86       |

*sortant

### Canton de Valence-d'Agen
| Candidats      | Candidats           | Étiquette      | Premier tour | Premier tour | Second tour | Second tour |
| Candidats      | Candidats           | Étiquette      | Voix         | %            | Voix        | %           |
| -------------- | ------------------- | -------------- | ------------ | ------------ | ----------- | ----------- |
|                | Jean-Michel Baylet* | PRG            | 2 401        | 48,05        | 2 983       | 61,06       |
|                | Jacques Briat       | UMP            | 1 406        | 28,14        | 1 902       | 38,94       |
|                | Philippe Riey       | FN             | 670          | 13,41        |             |             |
|                | Pascal Arakélian    | Verts          | 284          | 5,68         |             |             |
|                | Mohamed Hatchane    | PCF            | 236          | 4,72         |             |             |
|                |                     |                |              |              |             |             |
| Inscrits       | Inscrits            | Inscrits       | 7 178        | 100,00       | 7 178       | 100,00      |
| Abstention     | Abstention          | Abstention     | 1 939        | 27,01        | 1 926       | 26,83       |
| Votants        | Votants             | Votants        | 5 239        | 72,99        | 5 252       | 73,17       |
| Blancs et nuls | Blancs et nuls      | Blancs et nuls | 242          | 4,62         | 367         | 6,99        |
| Exprimés       | Exprimés            | Exprimés       | 4 997        | 95,38        | 4 885       | 93,01       |

*sortant